# Hotshot
Hotshot (hangul: 핫샷; estilizado como HOTSHOT), fue una boy banda surcoreana formada por Star Crew Entertainment. Debutaron el 29 de octubre de 2014, con su sencillo digital "Take a Shot". El grupo estuvo conformado por seis miembros: Choi Junhyuk, Kim Timoteo, Roh Taehyun, Ha Sungwoon, Yoonsan y Ko Hojung.

## Historia

### Predebut
Timoteo era anteriormente un aprendiz de SM Entertainment y se suponía que era el miembro de Exo. Taehyun fue expuesto al estilo de baile krump como Kid Monster, activo como miembro de un grupo de baile llamado Monster Woo Fam de 2007 a 2008. Yoonsan había estado viviendo en Francia durante ocho años, y fue explorado mientras tomaba café durante Sus vacaciones en Corea del Sur. 

### 2014-2016
Hotshot lanzó su primer sencillo, "Take a Shot", el 29 de octubre de 2014.
El 6 de diciembre, se informó que Hotshot estuvo involucrado en un accidente automovilístico ligero después del Show de MBC. Music Core, que resulta en lesiones menores.
Hotshot lanzó su segundo sencillo digital, "Midnight Sun" el 25 de marzo de 2015, seguido de su primer juego extendido, Am I Hotshot?, lanzado el 24 de abril de 2015. El EP consistió en cinco temas con "Watch Out", también como su sencillo anterior "Take a Shot" y "Midnight Sun".
El 2 de julio, una edición reenvasada de Am I Hotshot?, titulada I'm A Hotshot, fue lanzada con las canciones originales de Am I Hotshot? junto con dos nuevas canciones, incluido el sencillo "I'm A Hotshot".
El 8 de junio de 2016, Hotshot lanzó su primer sencillo japonés "Step by Step", con la canción principal del mismo nombre, "One More Try" y la versión instrumental de "Step by Step".

### 2017-2021
Taehyun y Sungwoon participaron en la serie de televisión de supervivencia Produce 101 Season 2 durante el primer semestre de 2017. La serie concluyó con uno de los dos miembros de la competencia, Sungwoon, que ocupa el puesto 11 y se convierte en miembro del grupo de chicos temporales Wanna One. Taehyun fue eliminado, quedando en el puesto 25 en la clasificación general. Debido a la naturaleza del contrato entre los miembros de Wanna One y CJ E&M, Sungwoon se promocionaría como miembro de Wanna One hasta diciembre de 2018, después de lo cual volverá a promocionar como miembro habitual de Hotshot nuevamente.
Los cinco miembros restantes lanzaron un sencillo digital titulado "Jelly" el 15 de julio de 2017. Star Crew Entertainment confirmó que Taehyun se uniría al grupo JBJ creado por los fanáticos de Produce 101 Season 2 y se promocionaría durante siete meses bajo Fave Entertainment. JBJ debutó el 18 de octubre de 2017 y se disolvió el 30 de abril de 2018.
Desde octubre de 2017 hasta febrero de 2018, Timoteo y Hojung participaron en la serie de televisión The Unit. Cuando terminó el programa, Hojung se ubicó en el 3.er puesto, colocándolo entre los nueve primeros y la alineación del grupo de chicos del proyecto UNB. Timoteo terminó el décimo. Hojung se promocionaría como miembro de UNB durante siete meses y se extendería hasta veinticinco meses si el grupo tenía éxito, también permitió a los miembros del grupo del proyecto hacer actividades bajo sus respectivas compañías mientras UNB estaba en descanso.
El 30 de marzo de 2021, la agencia de HOTSHOT anunció que HOTSHOT se había disuelto oficialmente.

## Miembros
- Choi Jun-hyuk (최준혁)
- Kim Timoteo (김티모테오)
- Noh Tae-hyun (노태현)
- Ha Sung-woon (하성운)
- Yoonsan (윤산)
- Ko Ho-jung (고호정)

## Discografía

### EP
| Título                                        | Detalles del álbum | Posiciones del gráfico de la cumbre | Ventas         |
| Título                                        | Detalles del álbum | KOR                                 | Ventas         |
| --------------------------------------------- | --- | ----------------------------------- | -------------- |
| Am I Hotshot?                                 | - Publicado: 24 de abril de 2015 - Dsicográfica(s): K.O Sound, CJ E&amp;M - Formatos: CD, descarga digital Lista de pistas 1. Midnight Sun 2. Watch Out 3. Rain On Me 4. Take a Shot 5. Watch Out inst.                                                         | 11                                  | - KOR: 2,547+  |
| Am I Hotshot?                                 | - Relanzado: 2 de julio de 2015 (I'm a Hotshot) - Dsicográficas(s): K.O Sound, CJ E&amp;M - Formatos: CD, descarga digital Lista de pistas 1. Midnight Sun 2. I'm a Hotshot 3. Watch Out 4. Rain On Me 5. Take a Shot 6. Watch Out inst. 7. I'm a Hotshot inst. | 13                                  | - KOR: 1,647+  |
| Early Flowering                               | - Publicado: 15 de noviembre de 2018 - Discográfica(s): Star Crew Entertainment - Formatos: CD, descarga digital | 10                                  | - KOR: 10,433+ |
| "—" denota lanzamientos que no se graficaron. | |                                     |                |

| Título                                        | Año     | Posiciones del gráfico de la cumbre | Posiciones del gráfico de la cumbre | Ventas          | Álbum         |
| Título                                        | Año     | KOR                                 | JPN                                 | Ventas          | Álbum         |
| Coreano                                       | Coreano | Coreano                             | Coreano                             | Coreano         | Coreano       |
| --------------------------------------------- | ------- | ----------------------------------- | ----------------------------------- | --------------- | ------------- |
| "Take a Shot"                                 | 2014    | —                                   | —                                   |                 | Am I Hotshot? |
| "Midnight Sun"                                | 2015    | —                                   | —                                   |                 | Am I Hotshot? |
| "Watch Out"                                   | 2015    | —                                   | —                                   |                 | Am I Hotshot? |
| "I'm a Hotshot"                               | 2015    | —                                   | —                                   | I'm a Hotshot   |               |
| "Jelly"                                       | 2017    | —                                   | —                                   |                 |               |
| "I Hate You" (니가 미워)                      | 2018    | —                                   | —                                   | Early Flowering |               |
| Japonés                                       |         |                                     |                                     |                 |               |
| "Step by Step"                                | 2016    | —                                   | 35                                  |                 | Step by Step  |
| "—" denota lanzamientos que no se graficaron. |         |                                     |                                     |                 |               |